# Port lotniczy Nagasaki
Port lotniczy Nagasaki (jap. 長崎空港 Nagasaki Kūkō; IATA: NGS, ICAO: RJFU) – port lotniczy położony 18 km na północny wschód od Nagasaki i 4 km od Ōmura, w prefekturze Nagasaki, w Japonii.
Lotnisko Nagasaki, które zostało otwarte w 1975 roku, zostało zbudowane na zrekultywowanym terenie wokół wyspy Mishima, w zatoce Ōmura, w centrum prefektury Nagasaki.
Wyspa Mishima była małą wyspą w zatoce Ōmura, o powierzchni około 900 tys. m² i obwodzie 7 km, gdzie mieszkało 66 osób w 13 gospodarstwach domowych. Budowa rozpoczęła się w 1972 roku i zajęła około trzech lat. Prace obejmowały rekultywację około 1,54 mln m² gruntu i budowę mostu Mishima Ōhashi o długości 970 m, łączącego lotnisko z lądem.
Nowe lotnisko zaczęło działać 1 maja 1975 roku z pasem startowym o długości 2500 m (60 m szerokości). W tym samym czasie rozpoczęły się loty do Tokio i Osaki, a we wrześniu 1979 roku rozpoczęto pierwsze regularne połączenie z Szanghajem. Pas startowy został przedłużony do 3000 m, rozbudowano terminale.

## Linie lotnicze i połączenia
- Air Nippon (Nagoja-Centrair)
- All Nippon Airways (Osaka-Itami, Tokio-Haneda)
- China Eastern Airlines (Szanghaj-Pudong)
- Japan Airlines (Nagoja-Komaki, Osaka-Itami, Tokio-Haneda)
- Korean Air (Seul-Incheon)
- Oriental Air Bridge (Goto-Fukue, Iki, Kagoshima, Miyazaki, Tsushima)
- Skymark Airlines (Kobe) [od 16 grudnia]
- Skynet Asia Airways (Naha, Tokio-Haneda)

## Galeria

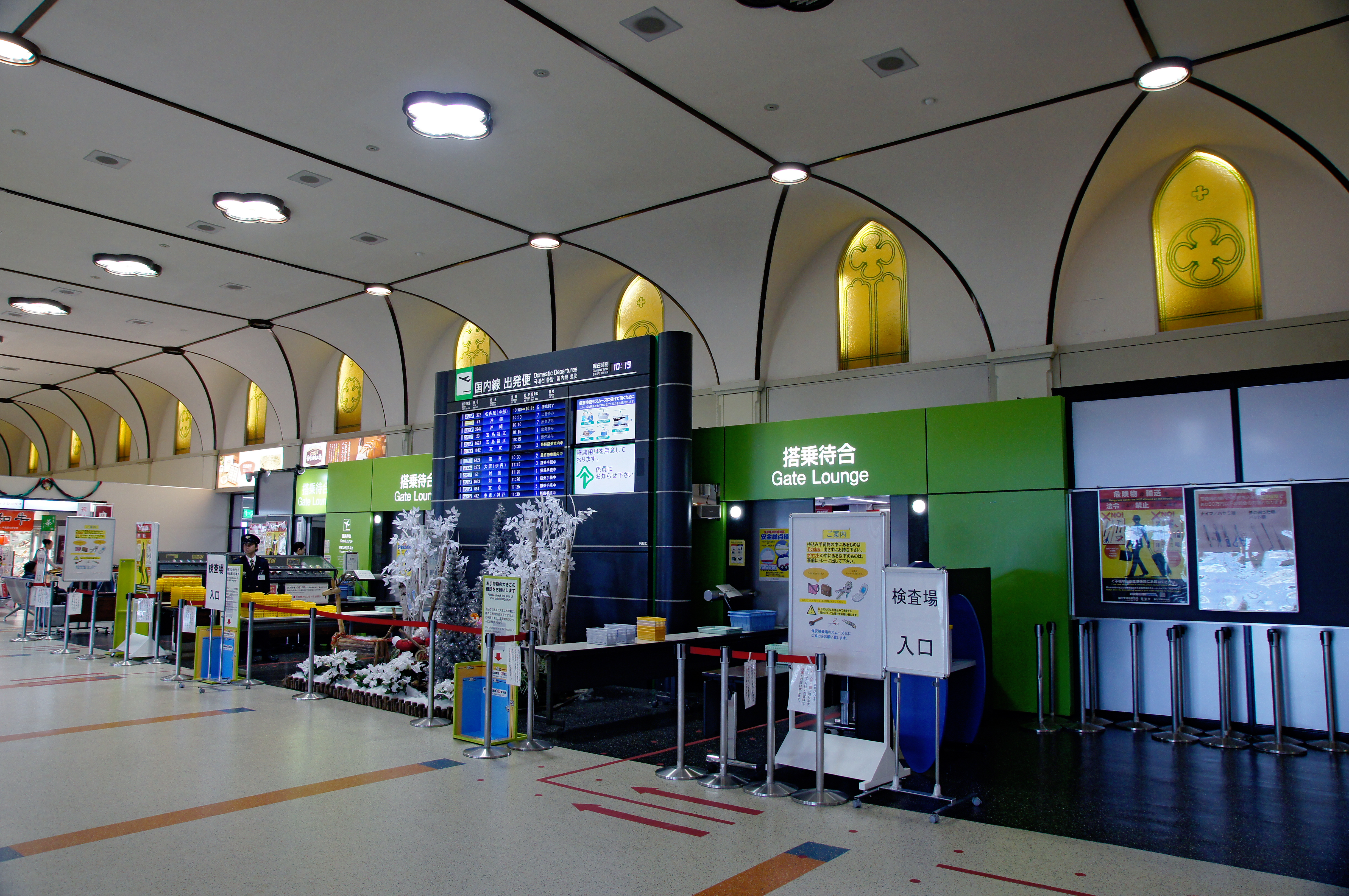
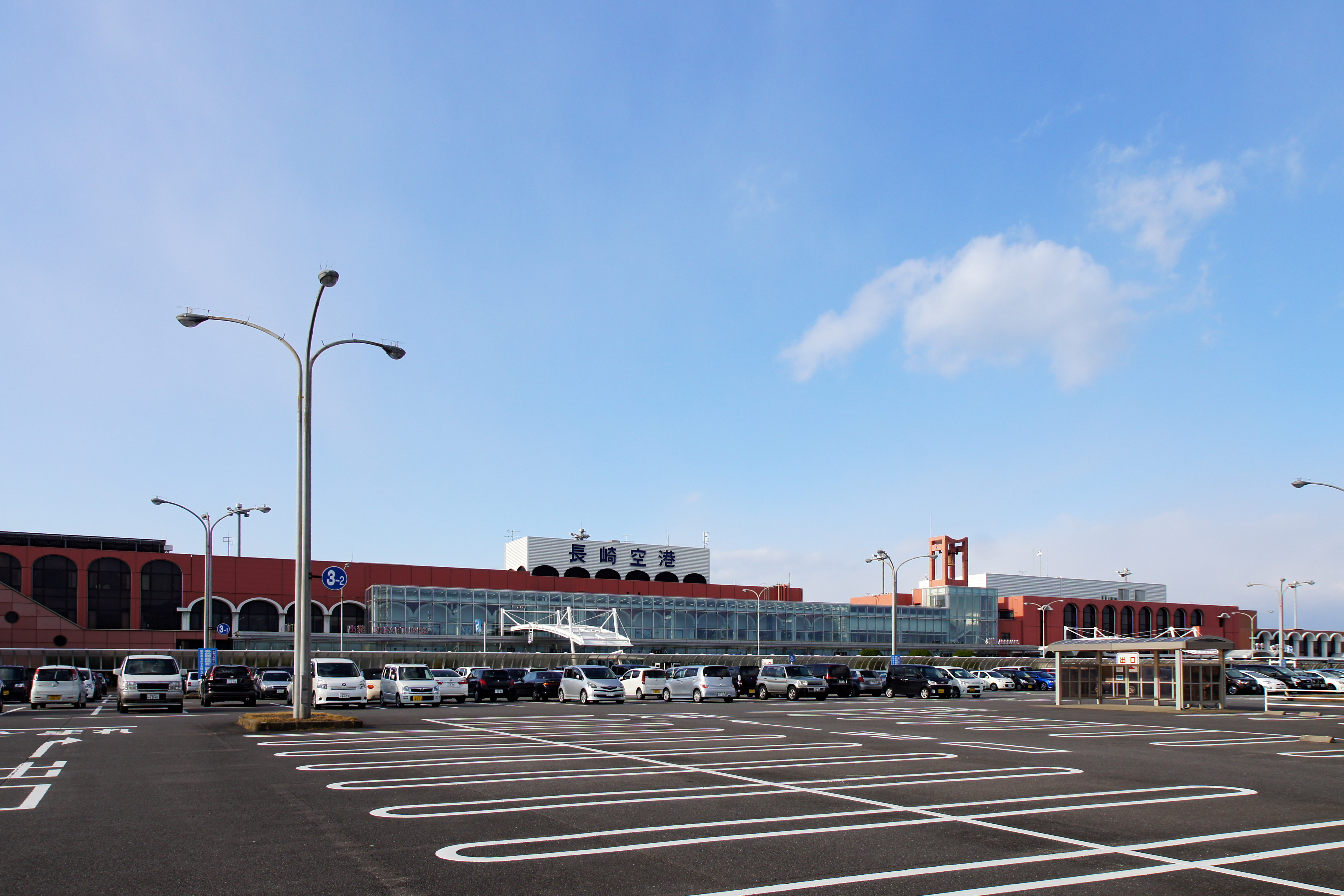
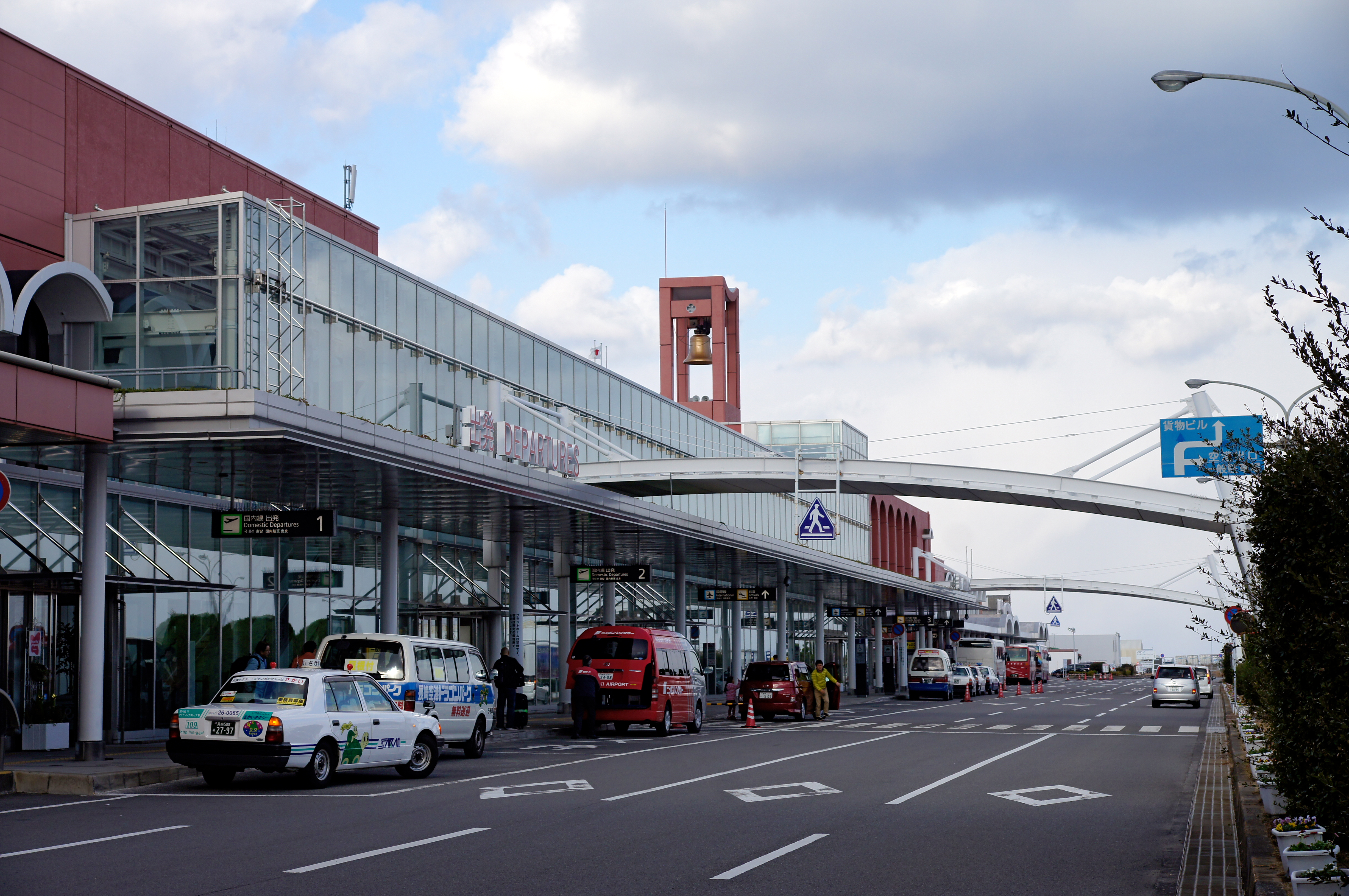
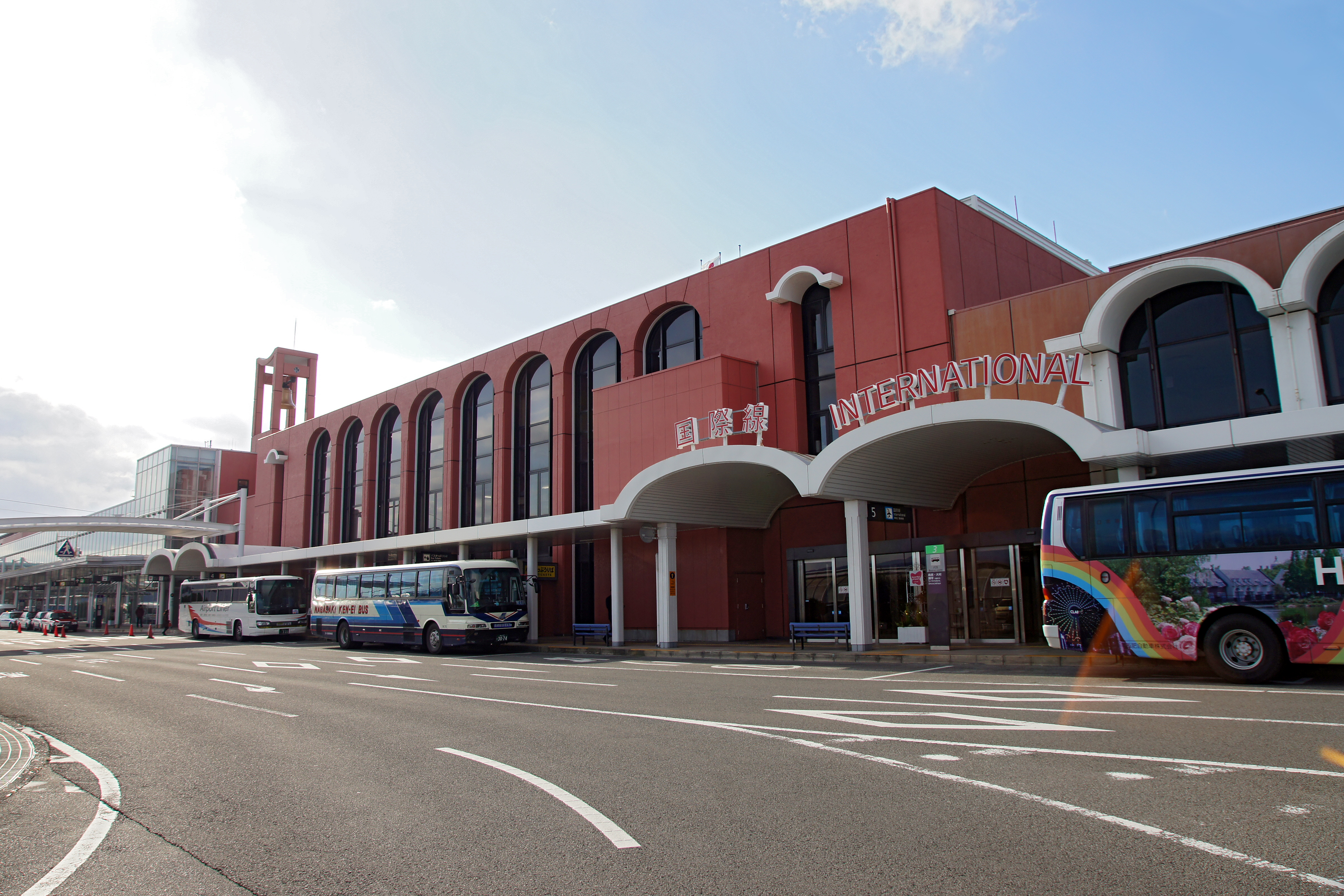